# Weißblütiger Schuppenkopf
Der Weißblütige Schuppenkopf (Cephalaria leucantha (L.) Roem. & Schult.) ist eine Pflanzenart aus der Gattung der Schuppenköpfe (Cephalaria) in der Unterfamilie der Kardengewächse (Dipsacoideae).

## Beschreibung

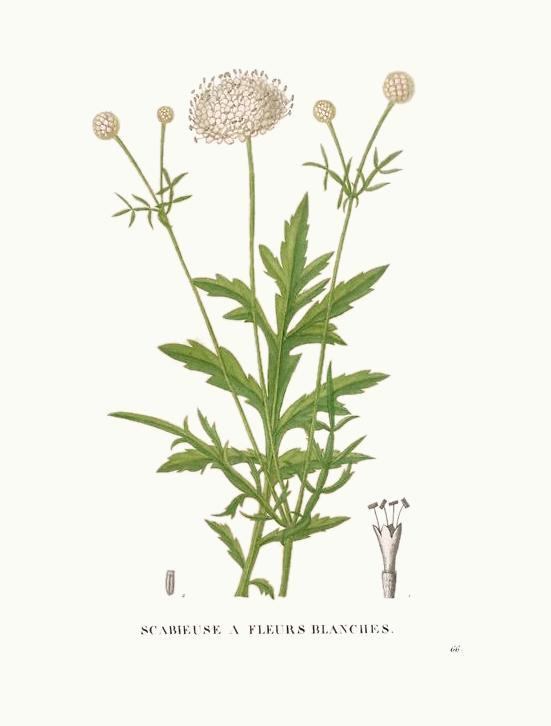
Illustration

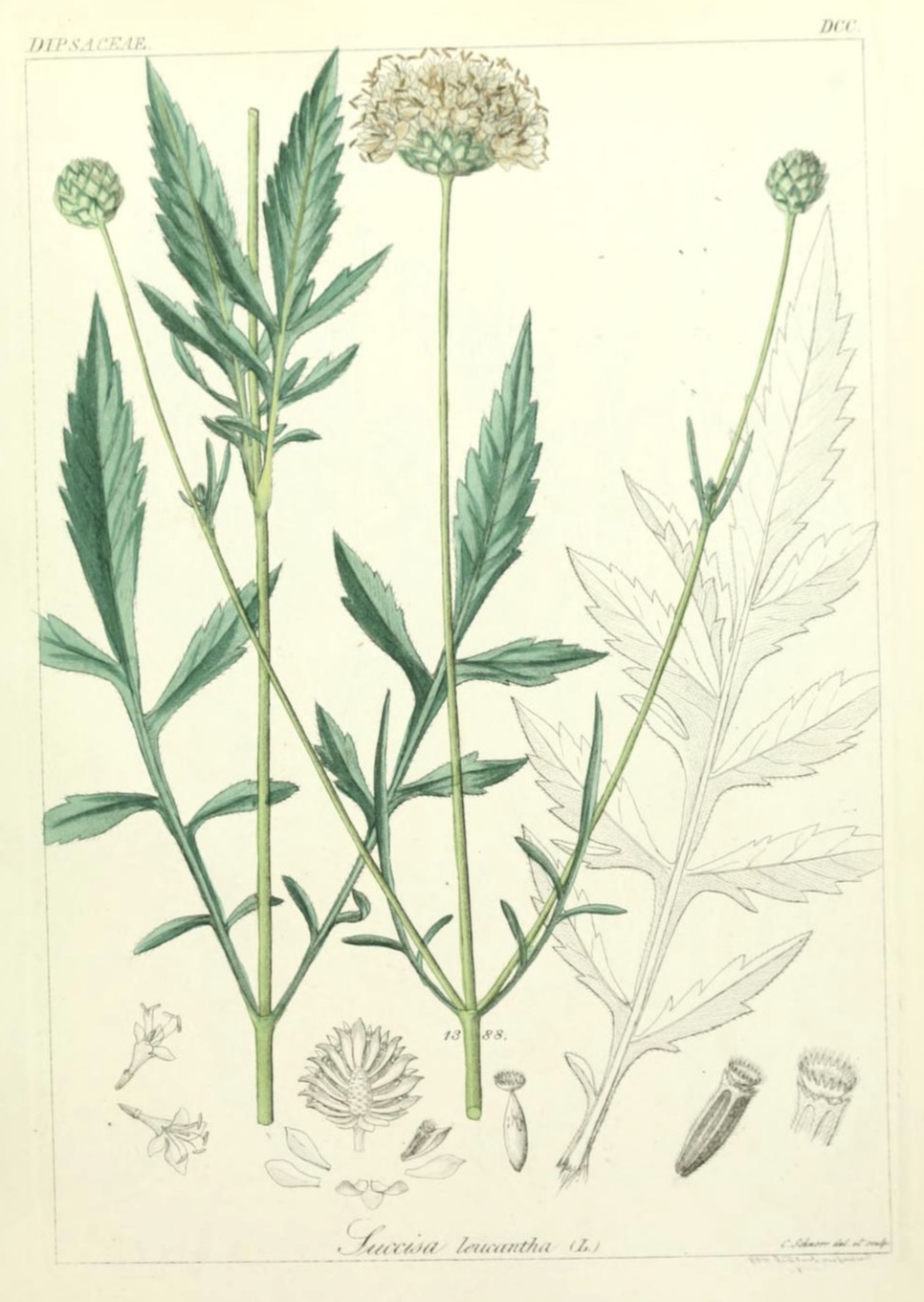
Illustration des Weißblütigen Schuppenkopfs unter dem Synonym Succisa leucantha

### Vegetative Merkmale
Der Weißblütige Schuppenkopf ist eine ästige, mehrjährige, krautige Pflanze, die eine Wuchshöhe von bis zu einem Meter erreicht. Die gegenständigen, fiederschnittigen, kahlen oder manchmal behaarten Blätter sind 5–20 cm lang und 3–8(–10) cm breit. Die Blattsegmente sind linealisch oder lanzettlich mit gezähntem oder gezähnt-gekerbtem Blattrand.  Die untersten Blätter sind lang gestielt und besitzen einen großen gesägten Endabschnitt. Die oberen Blätter sind sitzend und besitzen regelmäßige, schmale Blattsegmente.

### Generative Merkmale
Die 2–3 cm breiten Blütenköpfe werden jeweils von zahlreichen, dachziegelig angeordneten Hüllblättern gestützt. Die Hüllblätter sind anliegend behaart. Die 10–15 mm lange Krone der einzelnen Blüten ist gelblich-weiß oder weiß und besitzt vier ungleich große Kronzipfel. Die außen stehenden Kronzipfel sind etwas vergrößert. Es sind vier Staubblätter vorhanden, die die Krone überragen. Der kleine Kelch ist in einen vierkantigen Außenkelch eingesenkt. Der Außenkelch trägt an seinem oberen Rand einen häutigen, zerfransten Saum (Krönchen). Die eiförmigen Tragblätter der einzelnen Blüten sind kürzer als diese. Die Tragblätter sind 5–7 mm lang, 2–5 mm breit, anliegend behaart, mit stumpfem oder rundspitzigem Grund.
Die Blütezeit ist von Juli bis September.
Die Art hat die Chromosomenzahl 2n = 18.

## Vorkommen
Der Weißblütige Schuppenkopf kommt
- im östlichen Südeuropa im früheren Jugoslawien, Albanien, Griechenland, Italien einschließlich Sardinien,
- im westlichen Südeuropa im Süden von Portugal, in Spanien, in Südfrankreich einschließlich Korsika und
- in Nordafrika im Norden von Algerien vor.[2][3][4]